# Ferdy Druijf
Ferdy Druijf (* 12. Februar 1998 in Uitgeest) ist ein niederländischer Fußballspieler auf der Position eines Stürmers.

## Karriere

### Verein
Druijf begann in der Jugend in seiner Geburtsstadt, beim FC Uitgeest. 2012 wechselte er zum AZ Alkmaar, wo er bis 2016 in diversen Jugendauswahlen zum Einsatz kam. Von 2016 bis 2019 spielte er für die zweite Mannschaft in der Eerste Divisie, der Tweede Divisie und der Beloften Divisie. In der Saison 2017/18 debütierte er jedoch schon für die Profimannschaft, als er am 20. Spieltag kurz vor Schluss eingewechselt wurde. 2019 wurde er für ein halbes Jahr an die NEC Nijmegen verliehen, bei denen er in 18 Ligaspielen 15 Mal traf. Nach seiner Rückkehr wurde er regelmäßiger eingesetzt, kam jedoch meistens nur als Joker.
Mitte Januar 2021 wurde er für ein halbes Jahr nach Belgien an den KV Mechelen verliehen. Am 16. Januar 2021 (20. Spieltag) wurde er gegen Sporting Charleroi kurz vor Spielende eingewechselt und gab somit sein Debüt. Am 14. Februar 2021 (26. Spieltag) schoss er gegen K Beerschot VA sein erstes Tor für Mechelen, als er in der Nachspielzeit den 2:1-Siegtreffer erzielte. Die Halbjahres-Leihe beendete er mit 20 von 20 möglichen Ligaspielen und sechs Toren für Mechelen. Dazu kommen drei Pokalspiele mit einem Tor. Im Juli 2021 wurde die Leihe bis zum Ende der Saison 2021/22 verlängert.
In der neuen Saison betritt er 14 von 23 möglichen Ligaspielen für Mechelen, in denen ein Tor schoss, sowie zwei Pokalspiele. Ende Januar 2022 wurde kurz vor Ende des Transferfensters eine vorzeitige Beendigung der Ausleihe vereinbart. Im Februar 2022 wurde er daraufhin an den österreichischen Bundesligisten SK Rapid Wien weiterverliehen. Während der Leihe kam er zu zehn Einsätzen in der Bundesliga, in denen er fünf Tore erzielte. Im Juli 2022 wurde er dann fest von Rapid verpflichtet und erhielt einen bis Juni 2025 laufenden Vertrag. In der Saison 2022/23 absolvierte er 23 Bundesligapartien für Rapid, hatte allerdings in der Startelf zumeist das Nachsehen gegenüber dem späteren Torschützenkönig Guido Burgstaller.
Zur Saison 2023/24 kehrte Druijf daraufhin in die Niederlande zurück und wechselte leihweise zum Erstliga-Aufsteiger PEC Zwolle. Während der Leihe kam er zu 15 Einsätzen in der Eredivisie, in denen er fünfmal traf. Zur Saison 2024/25 kehrte er zu Rapid zurück, wo er aber verletzungsbedingt nicht mehr zum Einsatz kam. Im Februar 2025 wurde sein Vertrag in Wien aufgelöst.
Nach einem halben Jahr ohne Verein kehrte Druijf zur Saison 2025/26 in die Niederlande zurück und wechselte zu Zweitligist Almere City.

### Nationalmannschaft
Druijf spielte schon für drei Jugendauswahlen des KNVB. Insgesamt lief er neunmal auf.